# Парламентарни избори в Северна Корея (1982)
Парламентарните избори в Северна Корея през 1982 г. са седми избори за Върховно събрание и са проведени на 28 февруари.
Само един кандидат е избиран във всеки избирателен район, всички от които са представители на Корейската работническа партия, въпреки че някои са кандидати от името на други партии или държавни организации, за да се даде вид на демокрация.
Първата сесия се провежда на 5 април 1982 г.

## Резултати
| Коалиция                                        | Гласове (%) | Места |
| ----------------------------------------------- | ----------- | ----- |
| Демократичен фронт за обединение на отечеството | 100,0%      | 615   |
| Общо                                            | 100,0%      | 615   |
| Активност: 100,0%                               |             |       |
| Източник:                                       |             |       |